# Манетас, Константинос
Константинос Манетас (греч. Κωνσταντίνος Μανέτας; 1879, Триполи — 1960, Афины) — греческий генерал и министр первой половины 20-го века.

## Молодость
Манетас родился в аркадийской Триполи.
Был вторым сыном в семье греческого политика Панайотиса Манетаса (1837—1908) и Зои Колокотрони, дочери генерал-майора и премьер-министра Греции Геннеоса Колокотрониса. Как потомок рода Колокотронисов, последовал военной карьере и дослужился до звания генерал-лейтенанта. Его младший брат, Теодорос Манетас, также стал офицером и дослужился до генерал-лейтенанта.

## Военная карьера
Манетас зоончил Военное училище эвэлпидов.
Молодым офицером принял участие офицерском антимонархистском движении 1909 года.
Принял участие в Балканских войнах, в качестве командира роты, а затем командира батальона.
В победе греческой армии над болгарами под Килкисом был тяжело ранен
В 1914 году был повышен в звании до майора.
С началом Первой мировой войны примкнул к движению Национальной обороны Элефтериоса Венизелоса и воевал на Македонском фронте.
В 1917 году получил звание полковника.
В Украинском походе греческой армии, совершённом по просьбе Антанты, в поддержку Белого движения, был командиром ΧΙΙΙ пехотной дивизии.
В последовавшем Малоазийском походе греческой армии, был командиром той же дивизии. В 1920 году получил звание генерал-майора.
В 1921 году, после прихода к власти правительства монархистов, был демобилизован по политическим соображениям, как сторонник Венизелоса.
После падения правительства монархистов был отозван в армию в октябре 1922 года.
В 1923 году был назначен командующим 2-м корпусом армии.
В 1924 году был назначен командующим 1-м корпусом армии.
В том же, 1924 году был повышен в звание генерал-лейтенанта и временно исполнял должность начальника Генерального штаба в период июня — августа 1931 года
В 1932 году Манетас вместе с генералом Отонеосом, потребовал у президента страны, Заимиса, назначить в военные министерства лица их доверия:424.
Был замешан в мятеже сторонников Венизелоса в мае 1933 года:427.
После подавления мятежа был в числе 45 офицеров демобилизованных из армии в марте 1934 года:430.
В период 1938—1940 годов был сослан на остров Наксос, в силу своего несогласия с диктаторским режимом установленным в августе 1936 года генералом Иоаннисом Метаксасом.
С началом греко-итальянской войны, как и другие 600 демобилизованных офицеров-венизелистов, попросил своего отзыва в армию, но получил отказ:540.
Манетас обладал большим авторитетом в греческой армии.
Вероятно по этой причине, с началом тройной, германо-итало-болгарской, оккупации Греции, отставной генерал был арестован и выслан в концентрационный лагерь в Италию, где оставался до 1943 года. С выходом Италии из войны был перевезен немцами в концентрационный лагерь в Германию. Был освобождён в 1945 году и вернулся в Грецию.

## Политическая карьера
В 1950 году был избран депутатом парламента от Афин, но не был избран на последующих выборах 1951, 1952 и 1956 годов.
В правительствах Гонатаса (1923), Отонеоса (1933) и Пластираса (1950) Манетас был военным министром, министром транспорта и снабжения соответственно
Константин Манетас умер в Афинах, в звании генерал-лейтенанта запаса. Похоронен на Первом афинском кладбище 11 декабря 1960 года.
Не был женат, не имел семьи.